# 中央アルプス市
中央アルプス市（ちゅうおうアルプスし）は、長野県の駒ヶ根市、上伊那郡飯島町、中川村で予定されていた市町村合併（平成の大合併）で、合併が実施される場合に使用する予定だった市の名前である。

## 概要
この3市町村は、合併を前提にした新市名を一般から公募し、その優秀作上位6点について住民に対するアンケート調査を実施した。
また合併協議会でもこの6点について協議を2005年（平成17年）2月に行った。候補となったのは、（新）駒ヶ根市、駒ケ岳市、伊南市（いなんし）、駒美市（こまみし）、中央アルプス市、美駒市の6点だった。その結果、トップは（新）駒ヶ根市だった。

## 中央アルプス市に決まった経緯
合併協議会では「駒ヶ根市だと吸収合併というイメージが強く、地元住民（特に、飯島、中川）からの賛同が得られにくい」「伊南市では、隣接する伊那市と名前が似ていて紛らわしい」といった意見が出て、さらに最終的に、「3つの自治体が対等な立場で合併して、新しい街づくりを進めるにはそれを共有できる新しい名前にするべきだ」「永久不変である中央アルプスからの眺めは3つの自治体の共有財産で、また3つの自治体を包括、特定しやすい」といった理由から、新市名を「中央アルプス市」に決定した。
だが、その月に3つの自治体で合併の是非を問う住民投票を行った。その結果、駒ヶ根市と飯島町では反対票が大多数を占めたため、この3つの自治体での合併計画は白紙撤回された。
反対理由としては、カタカナの市名への抵抗、また「駒ヶ根」の名称の消滅などがあげられている。このほか、「南アルプス市の二番煎じ」という声も多く聞かれ、同時期に愛知県における南セントレア市の騒動が大きなニュースになり、それとともに全国ネットのニュースでも話題になり、大きなマイナスイメージとなった。
主役であるはずの住民が無視された形の新市名の決定であり、その不透明さに住民が大きく反発した結果になった。